# ITunes Match
iTunes Match — платный сервис для iTunes и iCloud компании Apple официально открытый 14 ноября 2011 года. Оформить подписку можно в iTunes с компьютера под управлением Mac OS или Windows, а также на устройствах с iOS6 и выше в разделе настроек "Музыка"

## Сервис
iTunes Match — позволяет хранить и автоматически загружает новую музыку на все устройства подключенные к вашему Apple ID через iCloud, в том числе и компьютеры. Причем музыка не обязательно должна быть куплена в iTunes Store, сервис работает с музыкой, купленной в других магазинах или с CD-дисков. Дополнительного места в облачном хранилище сервис не требует, так что докупать место в iCloud не требуется. Музыка записывается в формате AAC 256 Кбит/с без защиты DRM. Иными словами сервис позволяет синхронизировать музыку на мобильные устройства через iCloud. Так же подписка убирает рекламу в iTunes Radio. Для работы необходим iTunes версией 10.5.1 или выше и подключение к сети Интернет.

## Принцип работы
Любая музыка, любого качества, не обязательно в MP3, скачанная на ваш компьютер из интернета или с CD-диска, даже нелегально, определяется через iTunes, и, если это возможно, сервис ищет совпадения и её оригинал в iTunes Store. Далее на все устройства, подключенные к Apple ID, на котором оформлена подписка, записывается музыка уже из iTunes Store, в хорошем качестве, с подробной информацией об исполнителях и обложкой. Максимум так можно обработать 100 000 треков apple.com, но песни, купленные в iTunes Store, не учитываются.

## Цена
- Годовая подписка в России стоит 929 рублей (~$13 По курсу на 10.09.18)
- В США годовая подписка обойдется в $24.99[5]